# DepArture
「depArture」（啟程）是AAA的第4枚原創專輯。於2009年2月11日發行。唱片公司為avex trax。

## 概要
- 與上一張迷你專輯「CHOICE IS YOURS」相距約8個月。與上一張原創專輯「AROUND」相距約1年4個月。
- 收錄第18張單曲「BEYOND～超越極限」至第20張單曲「啟程之歌」的4首A面曲，以及「啟程之歌」的兩首B面曲「Mosaic」、「a piece of my word」和新曲「Jamboree!!」等，共13首曲目。
- 本作分「CD+DVD」和「CD ONLY」。「CD+DVD」收錄了「MUSIC!!!」、「啟程之歌」和「Jamboree!!」等5首歌曲的PV和PV Making。
- 在2月23日於公信榜專輯週排行榜取得第4位。

## 收錄內容

### CD
1. -introduction-
純音樂
2. MUSIC!!!
（作詞：Shigeko Ogula 作曲：Koichi Tsutaya Rap詞：日高光啓/Koichi Tsutaya 編曲：Chewzem Ogoys）
19th單曲・富士電視網節目「Mr. Sunday」片尾曲
3. SAVE YOUR SOUL
（作詞：渡辺未来、戸塚慎 作曲・編曲：渡辺未来 Rap詞：日高光啓）
4. Jamboree!!
（作詞：leonn 作曲・編曲：日比野裕史）
5. Wonderful Girls
（作詞：leonn 作曲・編曲：平田祥一郎 Rap詞：日高光啓）
6. 邂逅的力量Ⅲ（出逢いのチカラⅢ）
（作詞：Kenn Kato 作曲：BOUNCEBACK 編曲：土肥真生）
與專輯「ATTACK」的歌曲「邂逅的力量」和「AROUND」的歌曲「邂逅的力量II」稱為《邂逅的力量 三部曲》
西島隆弘・宇野實彩子主唱
7. a piece of my word
（作詞：Kenn Kato 作曲・編曲：Sin）
20th單曲・京都和服「友禪」的廣告歌曲
「啟程之歌」的B面曲
宇野實彩子和伊藤千晃主唱
8. ZERØ
（作詞：寶野亞莉華 作曲：Nao Tanaka Rap詞：日高光啓 編曲：草間敬）
19th單曲・動畫「World Destruction~毀滅世界的六人~」的主題曲
9. HORIZON
（作詞：カミカオル 作曲：カミカオル、Tomokazu Matsuzawa Rap詞：日高光啓）
10. BEYOND～超越極限（BEYOND〜カラダノカナタ）
（作詞：keyossie and one 作曲：寶満玲央、高梨竜也(ASPHALT FRUSTRATION)）
18th單曲・美津濃（Mizuno）的運動員應援歌曲
11. Mosaic 
（作詞：Lori Fine(COLDFEET) 作曲：kenko-p 編曲：華原大輔）
20th單曲・關西電視台電視劇「未來世紀莎士比亞」的主題曲
「啟程之歌」的B面曲
12. 初始的奇蹟（始まりのキセキ）
（作詞・作曲：BOUNCEBACK 編曲：渡辺徹）
13. 啟程之歌（旅ダチノウタ）
（作詞：leonn 作曲・編曲：小森田實 Rap詞：日高光啓）
20th單曲

### DVD
1. BEYOND～超越極限 （Music Clip）
2. MUSIC!!! （Music Clip）
3. ZERØ （Music Clip）
4. 啟程之歌 （Music Clip）
5. Jamboree!! （Music Clip）
6. BEYOND～超越極限 （off shot）
7. MUSIC!!! （off shot）
8. ZERØ （off shot）
9. 啟程之歌 （off shot）
10. Jamboree!! （off shot）